# Třebčín
Třebčín – wieś, część gminy Lutín, położona w kraju ołomunieckim, w powiecie Ołomuniec, w Czechach.